# Marcela Rodríguez
Marcela Rodríguez Ramírez (Ciutat de Mèxic, 18 d'abril de 1951), és una compositora mexicana.

## Formació acadèmica
L'entorn domèstic durant la infantesa de Marcela sempre va ser favorable per a la seva posterior carrera com a compositora. Entre les amistats dels seus pares trobem a Agustín Lara, José Alfredo Jiménez o Tata Nacho, que formaven part de l'escena musical dels anys cinquanta i seixanta. La compositora ha mencionat també en diverses entrevistes que a la seva llar no només s'hi escoltava molta música, sinó que també s'interpretava música popular mexicana.
La seva formació musical acadèmica es va iniciar amb Manuel López Ramos donant classes de guitarra i amb Javier Hinojosa de vihuela mexicana. Va realitzar els seus primers estudis de composició amb María Antonieta Lozano i Leo Brouwer. Va participar també en el taller de composició de Julio Estrada i va asistir a diversos seminaris de composició a Darmstadt i Friburg.

## Primers anys
Una figura clau en els principis de la seva trajectòria compositiva fou Alicia Urreta, la qual va encoratjar-la a ella i demés dones compositores a tenir una rutina compositiva i no abandonar les seves carreres. Vora l'any 1978, Marcela Rodríguez havia tan sols compost algunes peces per a piano, però aviat coneixeria un camp en el qual hi va treballar molt: el teatre. La seva germana, Jesus Rodríguez, la qual havia treballat en la posada d'escena en vàries companyies de teatre, va introduir-la en el seu entorn. És així com van encarregar a Marcela les primeres composicions per a obres de teatre. Durant els propers 15 anys, aquest seria el seu àmbit.
Gràcies a aquest apropament al teatre per part de la seva germana i la seva primera etapa com a compositora, Marcela va veure's amb força a compondre una òpera. La Sunamita arribaria l'1 d'agost de 1991. Composta durant la seva estada a Alemanya des del 1987, es va estrenar al Teatro de la Ciudad a Ciutat de Mèxic. El llibret, escrit pel seu marit Carlos Pereda, adapta un conte d'Inés Arredondo. Aquest tracta sobre Lucía, la neboda de Fernando, el qual està a punt de morir i vol deixar a la seva neboda l'herència. En quant Lucía arriba a casa d'ell per acompanyar-lo en les seves últimes hores, aquest millora considerablement, fet que allargaria l'espera de la resta de la família per saber si rebrien l'herència o no. És un conte per a reflexionar sobre l'avarícia i l'enveja.
A l'èxit de La Sunamita vindrien altres òperes: Sèneca a l'any 1993, Les cartes de Frida i Bola Negra al 2011 i El día que María perdió la voz al 2016. Notable és també la seva obra orquestal produïda fins ara, la qual conté concerts per a violoncel, piano, guitarra i flauta dolça, obres per a orquesta de corda, entre d'altres.

## Temàtiques socials
Segons Marcela Rodríguez, un artista no pot obviar les circumstàncies socials que el rodegen ni fer com qui no ho veu. Seguint aquest principi, gran part de les seves obres, en especial les òperes, tracten temàtiques com el feminisme o la colonització d'Amèrica. Un exemple ben clar són Nocturno violento i Réquiem mexicano. La primera obra, estrenada al 2014, vol transmetre la por que sent una dona mexicana al tornar de nit a casa. La compositora patia per la situació del país, en un moment de gran preocupació pel tràfic de persones i les violacions, i volia reivindicar la lluita a través de la música.
Respecte a la història de Mèxic, Rodríguez va estrenar al 2010 l'oratori Réquiem mexicano, amb personatges com Moctezuma, Tezcatlipoca o la Malinche, per recordar els dies més foscos de la colonització espanyola de l'imperi mexica. Els textos són tant en espanyol com nahuatl, fent així un clam per les llengües autòctones.

## Obres[7]

### Òpera
- La Sunamita, llibret de Carlos Pereda (1991). 1h 37'
- Sèneca o todo nos es ajeno, llibret de Carlos Thiebaut (1993). 55'
- Las cartas de Frida, (2011). 1h
- Bola negra, amb text de Mario Bellatín. (2011) 56'
- El dia que María perdió la voz, òpera per a nens. Llibret de Javier Peñalosa. (2016)

### Música vocal
- Réquiem mexicano, oratori, basat en La visión de los vencidos, de Miguel León Portilla.
- Poemas de Sor Juana Inés de la Cruz, per a ensemble i soprano.
- Funesta, per a piano, percussió i veu. (2012)
- Adúltera, enemiga, vuit cançons basades en fragments d'obres de teatre de Juan Ruiz de Alarcón, per a clavicèmbal i veu. (1994)
- Cantata del Tequila, basat en el poema d'Álvaro Mutis. (1998)

### Música de cambra
- Encantador de pájaros, per a flauta dolça i flauta travessera. (2000)
- Encendido del fuego
- Trio no. 1, per a violí, violoncel i piano. (2008)
- Suite Macbeth, per a vuit violoncels. (2002)
- Caída, (2012)
- Regretz, per a violí i piano. (2014)
- Con furia, per a quartet de corda. (2014)
- Rasgando el silencio, per a violoncel i veu. (2014)

### Música orquestral
- Canto sin luz, per a banda simfònica. (1985)
- Religiosos incendios. (1991)
- La fábula de las regiones, per a orquestra de corda. (1991)
- El verano, per a orquestra de corda. (1994)
- Hacia el vacío, per a orquestra de corda. (2004)
- Concert no.1 per a piano i orquesta. (2007)
- Horizonte oaxaqueño, per a banda simfònica. (2011)
- Concert no.2 per a piano i orquesta. (2012)
- Nocturno violento. (2014)
- Concert no.1 per a flauta i orquesta. (1993)
- Concert no.2 per a flauta i orquesta. (2011)
- Concert per a violoncel i orquesta. (1997)
- Vértigos, concert per a percussions i orquesta. (1995)
- Concert per a guitarra i orquesta. (1994)

### Instrument sol
- Nocturno, per a guitarra. (1988)
- 4 piezas para cello solo. (2001)
  - Lumbre I
  - Lumbre II (Apariciones)
  - Lumbre III (Prometeo)
  - Lumbre IV (Apocalipsis)

## Família
És germana de Jesusa Rodríguez, actriu, directora de teatre i activista feminista, la qual ha fet la posada d'escena de vàries de les seves òperesi de Gabriela Rodríguez, sexòloga i titular del Consell Nacional de Població.
També és mare de Nicolás Pereda, director de cinema.